# 고려대역
고려대역(高麗大, Korea Univ. station) 또는 종암역(鐘岩, Jongam station)은 서울특별시 성북구 종암동과 동대문구 제기동에 걸쳐있는 서울 지하철 6호선의 지하철역이다. 인근에 고려대학교가 있다. 월곡천, 정릉천 하저터널로 월곡역과 연결된다. 향후 서울 경전철 동북선과의 환승이 예정되어 있다.

## 역사
- 2000년 12월 15일: 서울 지하철 6호선 응암 ~ 상월곡 구간 개통과 함께 영업 개시.

## 역 구조
2면 2선의 상대식 승강장을 갖추고 있는 지하역이며, 스크린도어가 설치되어 있다. 출구는 6개가 있는데, 1~2번 출구는 성북구에 3~6번 출구는 동대문구에 위치한다. 곡선 승강장이기 때문에 전동차와 승강장 사이의 간격이 넓으므로 승·하차시 발이 빠지지 않도록 주의하여야 한다.

### 승강장
| 안암 ↑ |
| \| 상  |
| ↓ 월곡 |

| 상행 | ● 서울 지하철 6호선 | 안암 · 동묘앞 · 삼각지 · 월드컵경기장 · 응암 방면 |
| 하행 | ● 서울 지하철 6호선 | 월곡 · 석계 · 태릉입구 · 봉화산 · 신내 방면       |

## 출구 및 주변 정보
- 1번 출구 : 고려대학교, 안암동
- 2번 출구 : 성북노인종합복지관, 종암중학교
- 3번 출구 : 제기치안센터, 한국국방연구원
- 4번 출구 : 제기동, 서울홍파초등학교
- 5번 출구 : 제기동, 피노키오장애인자립센터
- 6번 출구 : 고대앞사거리, 제기시장
- 서울숭례초등학교
- 국립산림과학원
- 서울대학교 사범대학 부설중학교
- 서울대학교 사범대학 부설고등학교
- 성북구보건소
- 종암동우체국
- 한국개발연구원
- 정화여자중학교·서울정화고등학교
- 홍릉수목원

## 이용객 변동
2000년 자료는 개통일인 2000년 12월 15일부터 12월 31일까지 총 17일간의 집계를 반영한 것이다.
| 노선  | 노선   | 일평균 인원수 (명/일) | 일평균 인원수 (명/일) | 일평균 인원수 (명/일) | 일평균 인원수 (명/일) | 일평균 인원수 (명/일) | 일평균 인원수 (명/일) | 일평균 인원수 (명/일) | 일평균 인원수 (명/일) | 일평균 인원수 (명/일) | 일평균 인원수 (명/일) | 각주  |
| 노선  | 노선   | 2000년                | 2001년                | 2002년                | 2003년                | 2004년                | 2005년                | 2006년                | 2007년                | 2008년                | 2009년                | 각주  |
| ----- | ------ | --------------------- | --------------------- | --------------------- | --------------------- | --------------------- | --------------------- | --------------------- | --------------------- | --------------------- | --------------------- | ----- |
| 6호선 | 승차   | 3,723                 | 6,401                 | 8,689                 | 9,450                 | 9,774                 | 9,986                 | 10,378                | 10,144                | 10,224                | 10,258                | [ 1 ] |
| 6호선 | 하차   | 3,667                 | 6,496                 | 8,497                 | 9,198                 | 9,393                 | 9,610                 | 10,046                | 9,805                 | 9,911                 | 10,012                | [ 1 ] |
| 6호선 | 승하차 | 7,390                 | 12,897                | 17,186                | 18,648                | 19,166                | 19,596                | 20,423                | 19,949                | 20,135                | 20,270                | [ 1 ] |
| 노선  | 노선   | 2010년                | 2011년                | 2012년                | 2013년                | 2014년                | 2015년                | 2016년                | 2017년                |                       |                       | [ 1 ] |
| 6호선 | 승차   | 10,535                | 10,543                | 10,462                | 10,454                | 10,381                | 10,253                | 10,098                | 9,675                 |                       |                       | [ 1 ] |
| 6호선 | 하차   | 10,297                | 10,262                | 10,192                | 10,213                | 10,059                | 9,951                 | 9,746                 | 9,379                 |                       |                       | [ 1 ] |
| 6호선 | 승하차 | 20,832                | 20,806                | 20,654                | 20,667                | 20,440                | 20,204                | 19,844                | 19,054                |                       |                       | [ 1 ] |

## 인접한 역
| 서울 지하철 6호선  | 서울 지하철 6호선   | 서울 지하철 6호선  |
| ------------------ | ------------------- | ------------------ |
| 639 안암 응암 순환 | ● 서울 지하철 6호선 | 641 월곡 신내 방면 |

## 사진

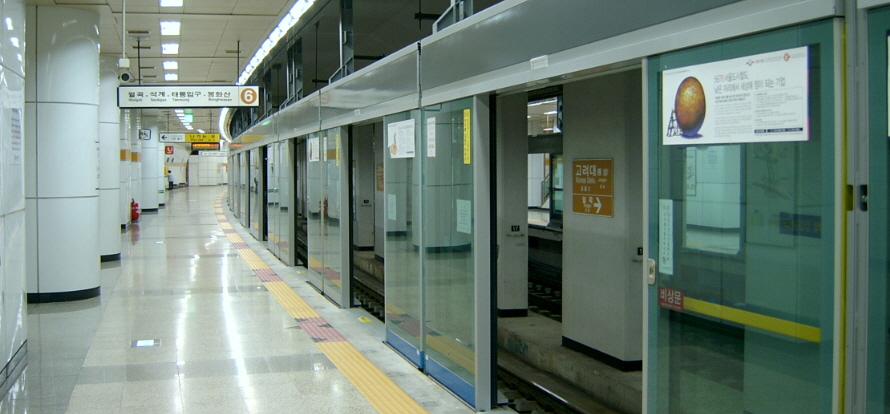
승강장 (스크린도어 공사 중)
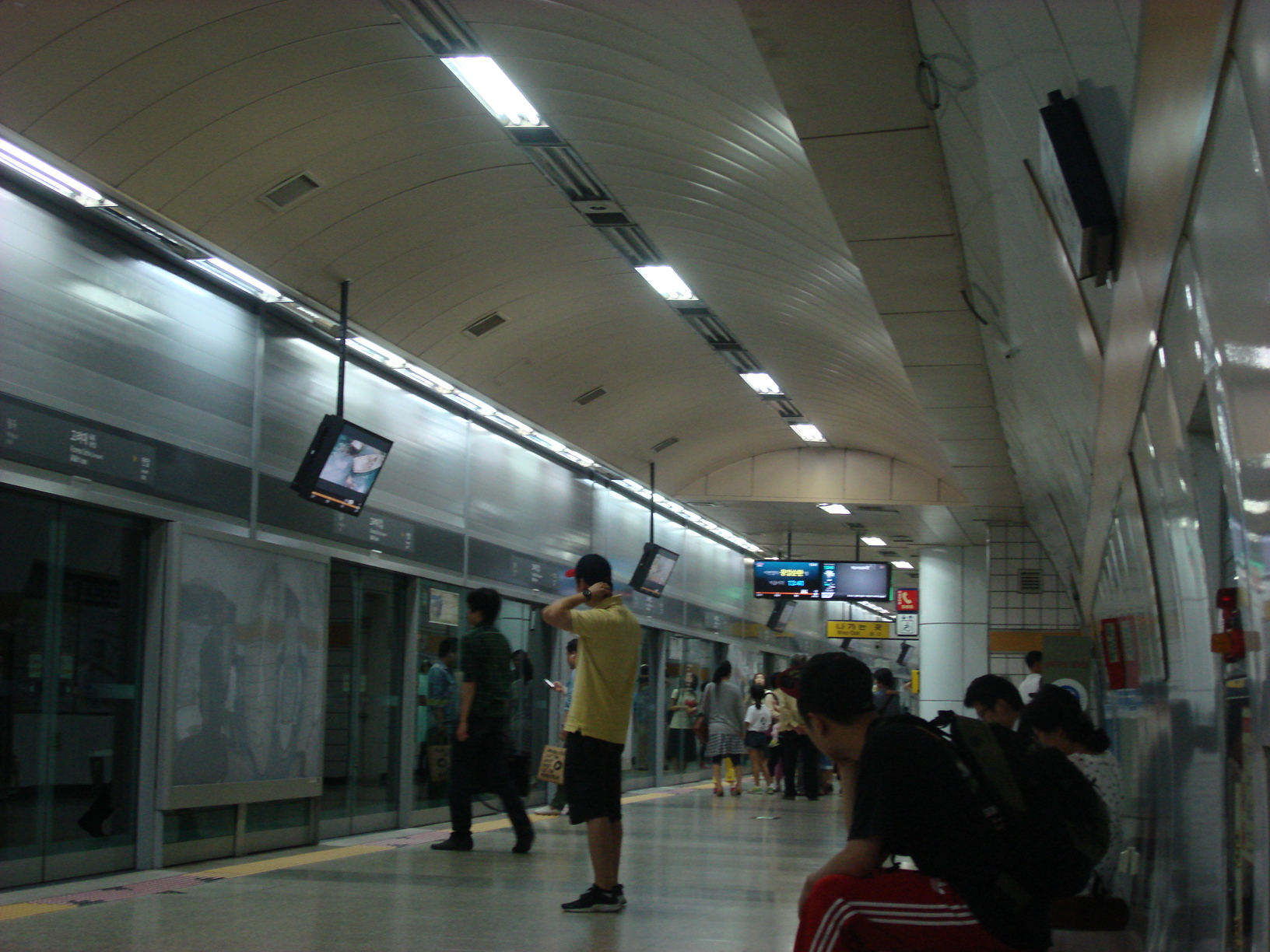
승강장
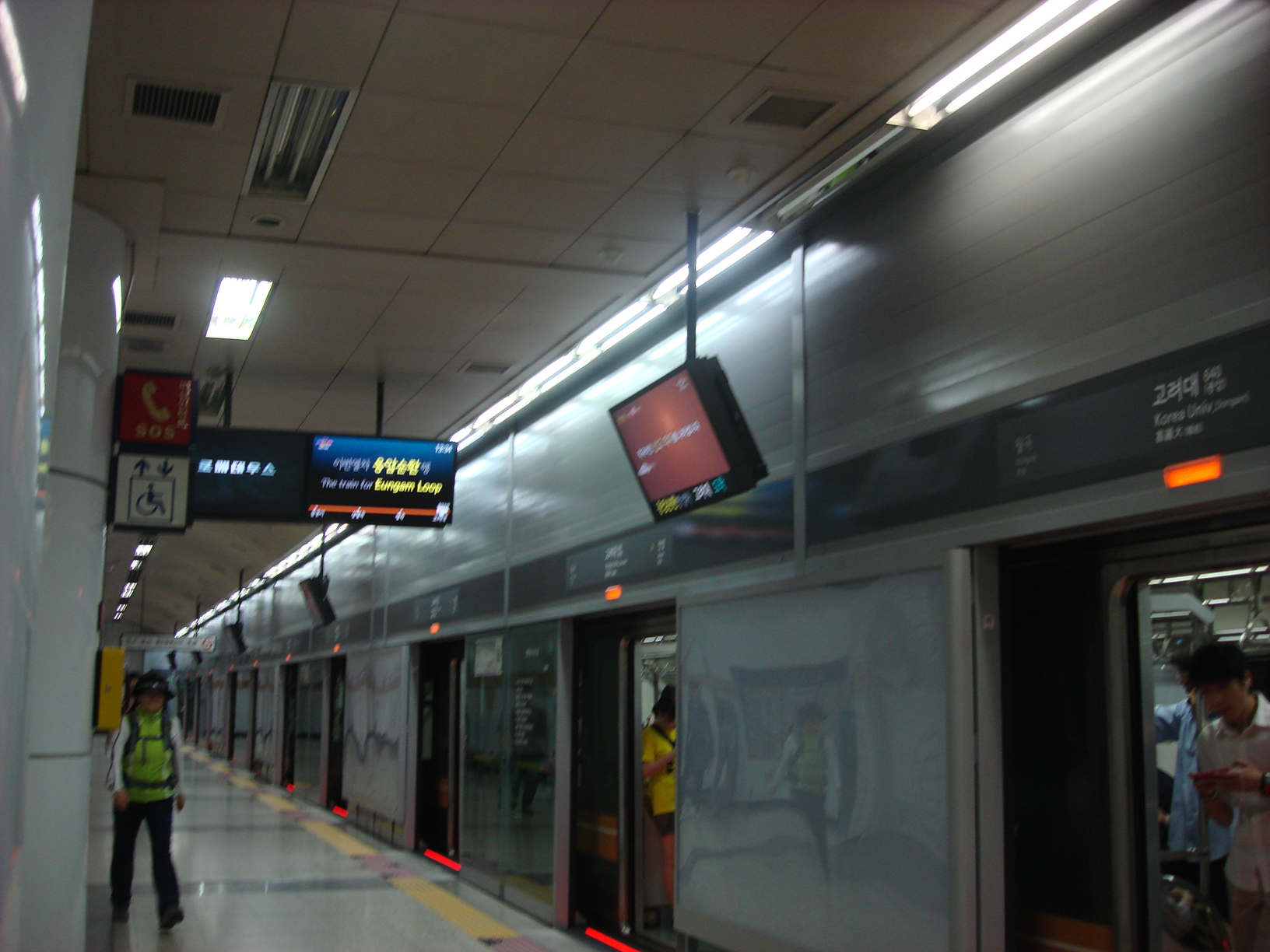
승강장